# Riu Colúmbia
El Colúmbia (en anglès Columbia River, també conegut com a Wimahl o Gran Riu pels nadius dels pobles chinook que viuen a la part baixa del seu curs), és un riu del sud-oest del Canadà i nord-oest dels Estats Units, que flueix en direcció nord-sud-oest per la província de Colúmbia Britànica, al Canadà, i els estats de Washington i Oregon en els Estats Units, desembocant a l'oceà Pacífic. Amb 2.044 km és el sisè riu més llarg d'Amèrica del Nord, per darrere dels rius Missouri, Mississipi, Bravo, Arkansas i Colorado. És el riu més llarg del món sense delta, ja que desemboca en un estuari.

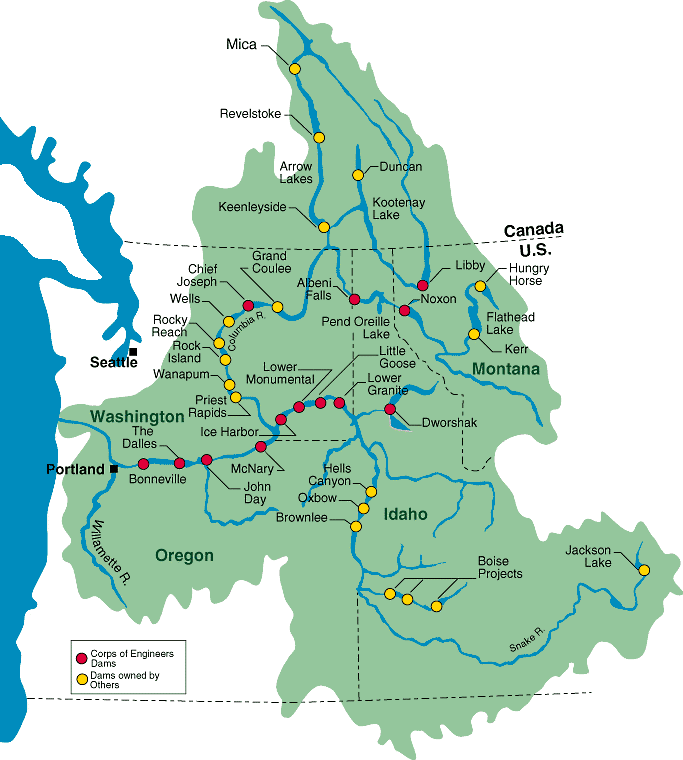
Mapa dels embassaments a la conca del Colúmbia

Neix a les muntanyes Rocoses de la Colúmbia Britànica, al Canadà. Després creua l'est de l'estat de Washington (EUA) i, finalment, durant els darrers 500 km, segueix una direcció oest tot fent de frontera entre Washington i Oregon. Entra a l'oceà Pacífic entre les poblacions d'Ilwaco (Washington) i Astoria (Oregon), al nord de la ciutat de Portland.

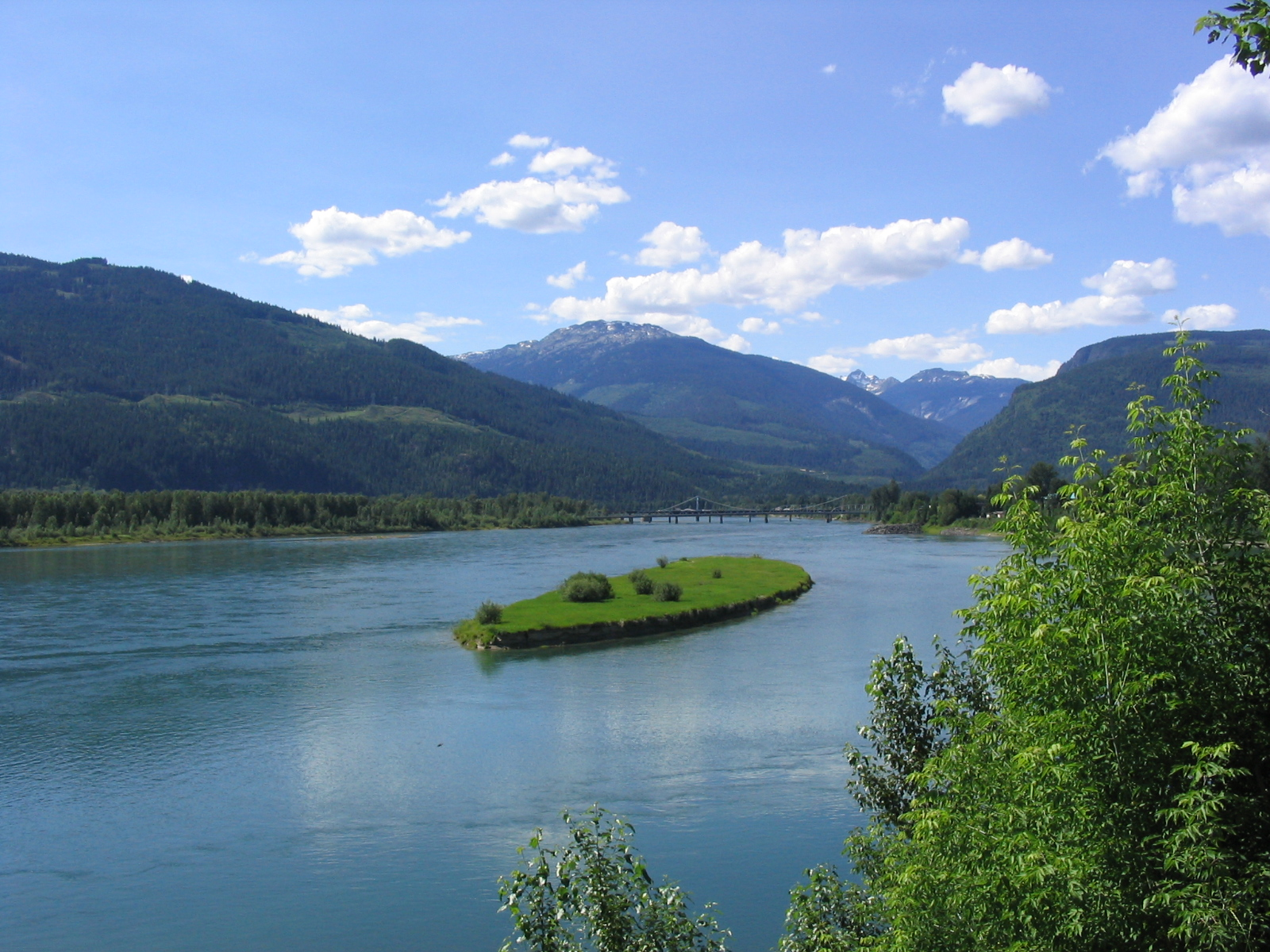
Vista del riu Colúmbia a l'altura de Revelstoke

Pren el nom del Columbia Rediviva, el primer vaixell occidental conegut que hagi remuntat el riu. Neix a la província canadenca de la Colúmbia Britànica i després de travessar l'estat de Washington i després delimitar gran part de la separació administrativa entre els estats de Washington i Oregon, desemboca en el Pacífic. La seva conca hidrogràfica, que drena gran part de la Colúmbia Britànica, Idaho, Oregon, Washington i petites regions de Montana, Wyoming, Utah i Nevada, comprèn 668.000 km².
En termes de cabal, 7500 m³/s en la seva desembocadura), el Colúmbia és el riu d'Amèrica del Nord més cabalós del vessant del Pacífic i el quart més cabalós dels Estats Units. La forta corrent del riu i l'elevat salt o descens d'altura en una relativament curta longitud, li proporciona un gran potencial de producció d'electricitat que ja ha estat explotat, sent el riu que més energia hidroelèctrica produeix d'Amèrica del Nord, amb catorze preses al llarg del seu curs -tres al Canadà i onze als Estats Units- i moltes altres en uns quants dels seus afluents. El seu principal afluent és el riu Snake.
La seva desembocadura va ser descoberta i cartografiada en 1775 pel vaixell espanyol Santiago a les ordres del comandant Bruno de Heceta. L'any 1792 va ser explorat pel comerciant i aventurer estatunidenc Robert Gray. Entre 1807 i 1811, la pelletera Companyia del Nord-oest va explotar tot el seu curs. Des de la dècada de 1810 el riu va servir com a via de comunicació a la regió nord-occidental del subcontinent.
Després de l'establiment de nombrosos assentaments americans i europeus en les seves ribes, el riu Colúmbia ha prestat molts serveis per al desenvolupament dels propòsits humans, incloent-hi treballs de draga per permetre la navegació de més grans vaixells per les seves aigües, la construcció de preses per a la generació d'electricitat, aigua per al reg de cultius i control de crescudes i inundacions, i fins i tot per refrigerar instal·lacions d'energia nuclear. Tots aquests projectes han entrat en conflicte amb la conservació del medi ambient i el moviment d'espècies piscícoles i animals, produint una contaminació no desitjada a les seves aigües.

## Curs
El Colúmbia comença els seus 2.000 km de viatge a la fossa meridional de les Muntanyes Rocalloses a la Colúmbia Britànica (BC). Llac Colúmbia – 820 m sobre el nivell del mar – i els aiguamolls de Colúmbia adjacents formen la capçalera del riu. La trinxera és una vall glacial àmplia, profunda i llarga entre les Muntanyes Rocalloses del Canadà i les muntanyes de Colúmbia a BC. Durant els seus primers 320 km el Colúmbia flueix al nord-oest al llarg de la trinxera a través del llac Windermere i la ciutat d’Invermere, una regió coneguda a BC com la vall de Colúmbia, després al nord-oest fins a Golden i al llac Kinbasket. Rodejant l'extrem nord de les muntanyes Selkirk, el riu gira bruscament cap al sud a través d'una regió coneguda com el Big Bend Country, passant pel llac Revelstoke i els llacs Arrow. Revelstoke, el Big Bend i la vall de Colúmbia junts es coneixen en el llenguatge de la Colúmbia Britànica com el País de Colúmbia. Per sota dels llacs Arrow, el Colúmbia passa per les ciutats de Castlegar, situades a la confluència del Colúmbia amb el riu Kootenay, i Trail, dos grans nuclis de població de la regió de West Kootenay. El riu Pend Oreille s'uneix al Colúmbia a uns 3 km al nord de la frontera entre els Estats Units i el Canadà.
El Colúmbia entra a l'est de Washington fluint cap al sud i girant cap a l'oest a la confluència del riu Spokane. Marca les fronteres sud i est de la reserva índia de Colville i la frontera occidental de la reserva índia de Spokane. El riu gira cap al sud després de la confluència del riu Okanogan, després cap al sud-est prop de la confluència amb el riu Wenatchee al centre de Washington. Aquest segment del riu en forma de C també es coneix com el Big Bend. Durant les inundacions de Missoula de fa 10 – 15.000 anys, gran part de l'aigua de la inundació va prendre una ruta més directa cap al sud, formant l'antic llit del riu conegut com a Grand Coulee. Després de les riuades, el riu va trobar el seu curs actual i el Grand Coulee va quedar sec. La construcció de la presa de Grand Coulee a mitjans del 20 segle va embassar el riu, formant el llac Roosevelt, des del qual l'aigua era bombejada en el coulee sec, formant el reservori del llac Banks.
El riu passa per davant de The Gorge Amphitheatre, una sala de concerts destacada al nord-oest, després per la presa de Priest Rapids i després per la reserva nuclear de Hanford. Totalment dins de la reserva hi ha Hanford Reach, l'únic tram estatunidenc del riu que flueix completament, sense obstacles per preses i no per un estuari de marea. El riu Snake i el riu Yakima s'uneixen al Colúmbia al nucli de població de les Tri-Cities. El Colúmbia fa un revolt pronunciat cap a l'oest a la frontera entre Washington i Oregon. El riu defineix aquesta frontera durant els últims 497 km del seu recorregut.

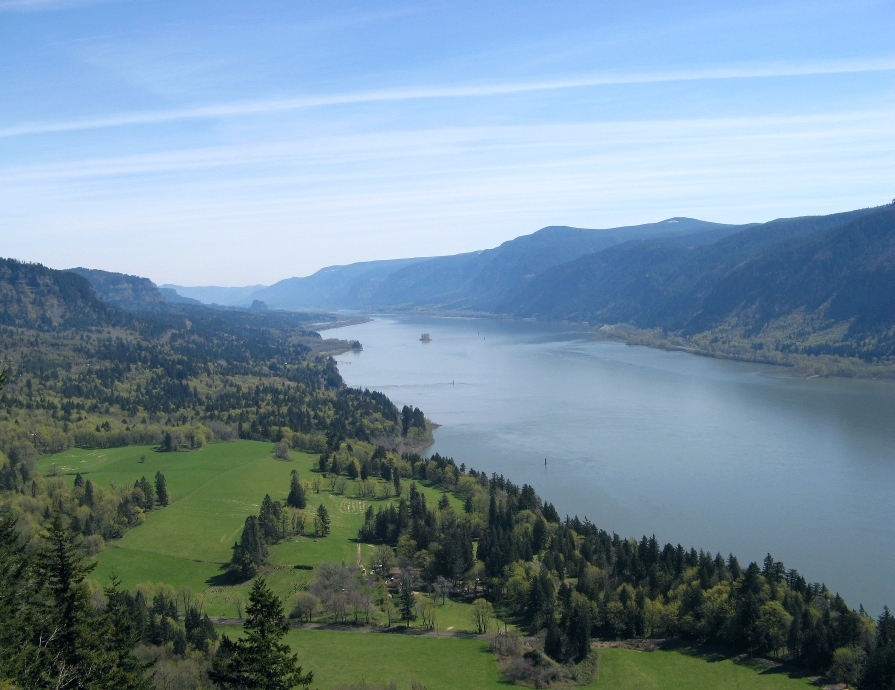
El congost del riu Colúmbia mira a l'est cap a Beacon Rock

El riu Deschutes s'uneix al Colúmbia prop de The Dalles. Entre The Dalles i Portland, el riu travessa la Serralada de les Cascades, formant el espectacular congost del riu Colúmbia. Cap altre riu, excepte el Klamath i el riu Pit, trenca completament les Cascades – els altres rius que travessen la serra també neixen a les muntanyes o molt a prop. La capçalera i el curs superior del riu Pit es troben a l’altiplà del Modoc; riu avall, el Pit talla un canó pel tram sud de les Cascades. En canvi, el Colúmbia talla la serra a gairebé mil milles de la seva font a les Muntanyes Rocalloses. El congost és conegut pels seus vents forts i constants, la seva bellesa paisatgística i el seu paper com a important enllaç de transport. El riu continua cap a l'oest, girant bruscament cap al nord-nord-oest prop de Portland i Vancouver, Washington, a la confluència del riu Willamette. Aquí el riu disminueix considerablement, deixant caure sediments que d'altra manera podrien formar un delta fluvial. A prop de Longview, Washington i la confluència del riu Cowlitz, el riu torna a girar cap a l'oest. El Colúmbia desemboca a l'oceà Pacífic just a l'oest d’Astoria, Oregon, sobre el Columbia Bar, un banc de sorra canviant que fa de la desembocadura del riu un dels trams d'aigua més perillosos per navegar al món. A causa del perill i dels nombrosos nàufrags a prop de la desembocadura, va adquirir la fama de Cementiri de vaixells.
El Colúmbia drena una àrea d'unes 670.000 km². La seva conca de drenatge cobreix gairebé tot Idaho, grans porcions de la Colúmbia Britànica, Oregon i Washington, i finalment tota Montana a l'oest de la Divisió Continental, i petites porcions de Wyoming, Utah i Nevada; la superfície total és similar a la mida de França. Aproximadament 1.200 km de la longitud del riu i 85% de la seva conca es troba als EUA. El Colúmbia és el dotzè riu més llarg i té la sisena conca de drenatge més gran dels Estats Units. Al Canadà, on el Colúmbia flueix durant 801 km i drena 103.00 km², el riu ocupa el lloc 23 en longitud, i la part canadenca de la seva conca ocupa el lloc 13 en grandària entre les conques canadenques. El Colúmbia comparteix el seu nom amb llocs propers, com la Colúmbia Britànica, així com amb les formes del relleu i les masses d'aigua.

### Desembocadura

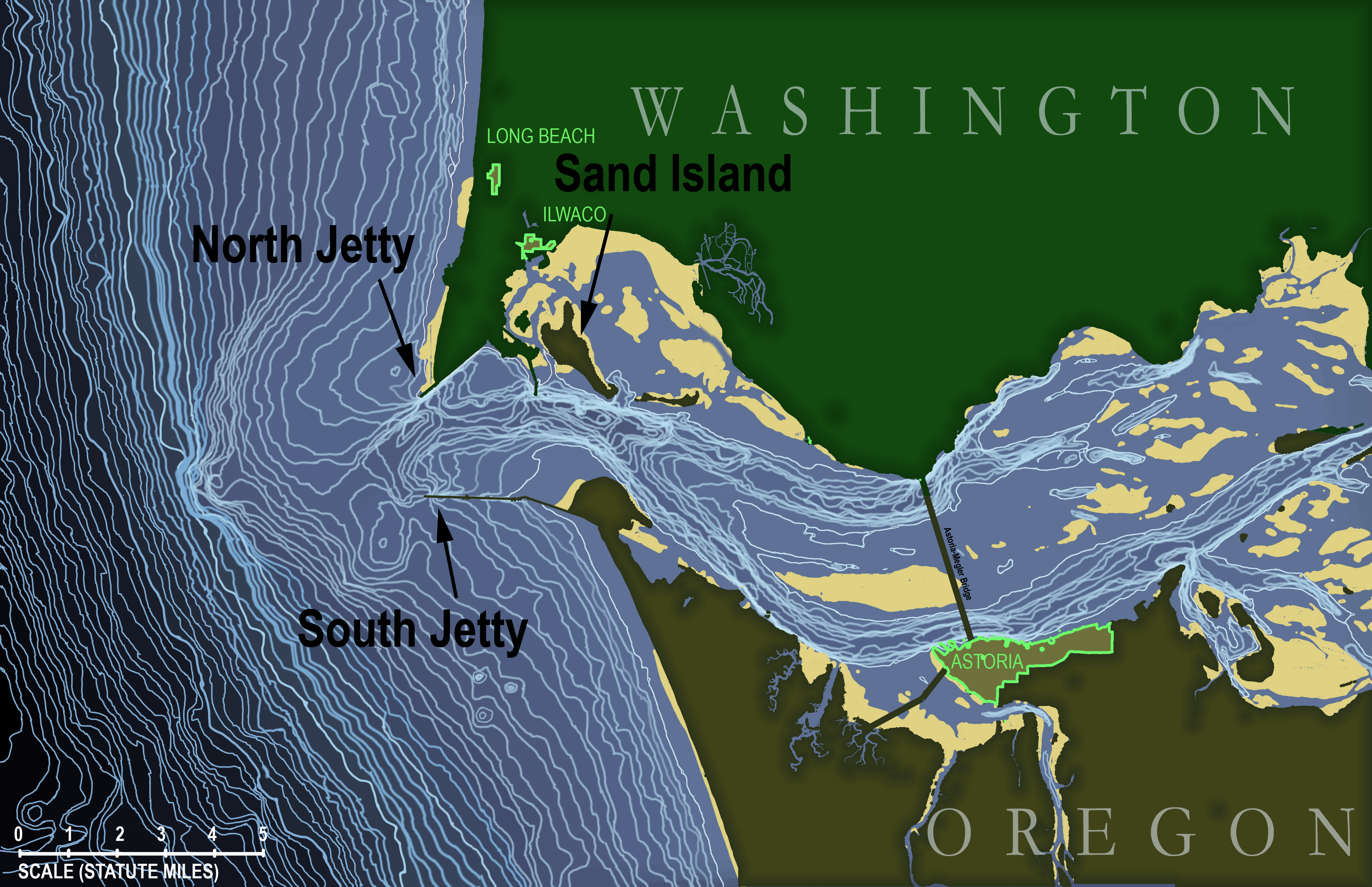
Mapa batimètric de la desembocadura del riu Colúmbia

Amb un cabal mitjà a la desembocadura d'uns 7.500 m³/s, el Colúmbia és el riu més gran per descàrrega que desemboca al Pacífic des d'Amèrica i és el quart més gran per volum als EUA El cabal mitjà on el riu creua la frontera internacional entre Canadà i els Estats Units és 2.790 m³/s d'una conca hidrografica de 102.800 km². Això suposa un 15% de tota la conca hidrogràfica de Colúmbia. El flux més alt registrat de Colúmbia, mesurat a The Dalles, va ser 35.000 m³/s el juny de 1894, abans de l'embassament del riu. El cabal més baix registrat a The Dalles va ser 340 m³/s el 16 d'abril de 1968, i va ser causada pel tancament inicial de la presa de John Day, 45 km riu amunt. El Dalles és a uns 310 km de la desembocadura; el riu en aquest punt drena uns 610.000 km² o un 91% de la conca hidrogràfica total. Els cabals del Colúmbia es veuen afectats per molts grans embassaments aigües amunt, moltes derivacions per al regadiu i, als trams inferiors, el flux invers de les marees de l'oceà Pacífic. El Servei Nacional de l'Oceà observa els nivells d'aigua a sis mareògrafs i emet previsions de marea per a vint-i-dos llocs addicionals al llarg del riu entre l'entrada de l'embarcador nord i la base de la presa de Bonneville, el seu cap de marea.
Caudal mitjà plurianual del riu Colúmbia:
| Període                                                           | (cfs)   | (m3 /s) | (km3) |
| ----------------------------------------------------------------- | ------- | ------- | ----- |
| Riu Colúmbia a la desembocadura, Oregon, Washington               |         |         |       |
| 1892-1999                                                         | 257.800 | 7.300   | 230   |
| 1928-1965                                                         | 251.900 | 7.134   | 225   |
| 1951-1980                                                         | 265.000 | 7.504   | 237   |
| 1926-2022                                                         | 267.600 | 7.579   | 239   |
| Riu Colúmbia a Port Westward, Oregon, a 86 km de la desembocadura |         |         |       |
| 1879-2004                                                         | 251.100 | 7.110   | 224   |
| 1879-2022                                                         | 249.200 | 7.057   | 223   |
| 1926-2022                                                         | 264.200 | 7.481   | 236   |
| 1992-2022                                                         | 233.900 | 6.625   | 209   |
| Riu Colúmbia a The Dalles, Oregon, a 304 km de la desembocadura   |         |         |       |
| 1858-1899                                                         | 221.800 | 6.280   | 198   |
| 1970-2004                                                         | 200.200 | 5.670   | 179   |
| 1879-2018                                                         | 189.700 | 5.371   | 170   |

## Geologia

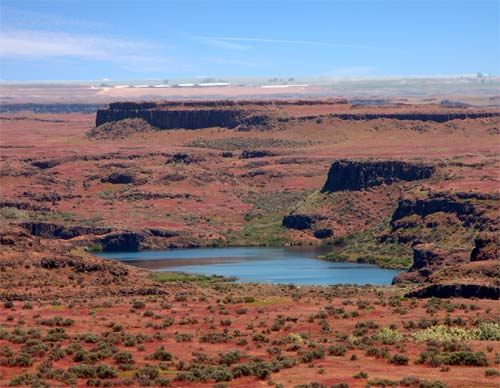
Drumheller Channels, part dels Channeled Scablands formats per les inundacions de Missoula

Quan el trencament de Pangea, a causa del procés de la tectònica de plaques, va allunyar Amèrica del Nord d'Europa i Àfrica i cap a l'oceà Pantalàssic (avantpassat de l'oceà Pacífic modern), el nord-oest del Pacífic no formava part del continent. A mesura que el continent estatunidenc es movia cap a l'oest, la placa de Farallon es va subduir sota el seu marge occidental. A mesura que la placa es va subduir, va portar arcs insulars que es van acumular al continent estatunidenc, donant lloc a la creació del nord-oest del Pacífic fa entre 150 i 90 milions d'anys. L'esquema general de la conca del Colúmbia no es va completar fins fa entre 60 i 40 milions d'anys, però es trobava sota un gran mar interior subjecte a elevació posterior. Entre 50 i 20 milions d'anys, des de l'Eocè fins al Miocè, les tremendes erupcions volcàniques van modificar amb freqüència gran part del paisatge travessat pel Colòmbia. El curs baix del riu ancestral passava per una vall prop d'on va sorgir més tard la muntanya Hood. Portant sediments de l'erosió i els volcans en erupció, va construir un 3,2 km de delta que es troba sota els contraforts del costat est de la serralada costa a prop de Vernonia al nord-oest d'Oregon. Entre fa 17 i 6 milions d'anys, grans vessaments de lava basàltica d'inundació van cobrir l'altiplà del riu Colúmbia i van forçar la Colúmbia baixa al seu curs actual. La moderna Cascade Range es va començar a elevar fa 5 a 4 milions d'anys. Travessant les muntanyes elevadores, el riu Colúmbia va aprofundir significativament el congost del riu Colúmbia.
El riu i la seva conca de drenatge van experimentar algunes de les inundacions catastròfiques més grans conegudes del món cap al final de l'última edat glacial. La ruptura periòdica de les preses de gel al llac Glacial Missoula va donar lloc a les inundacions de Missoula, amb descàrregues que van superar el cabal combinat de tots els altres rius del món, desenes de vegades al llarg de milers d'anys. Es desconeix el nombre exacte d'inundacions, però els geòlegs n'han documentat almenys 40; l'evidència suggereix que es van produir entre uns 19.000 i 13.000 fa anys.

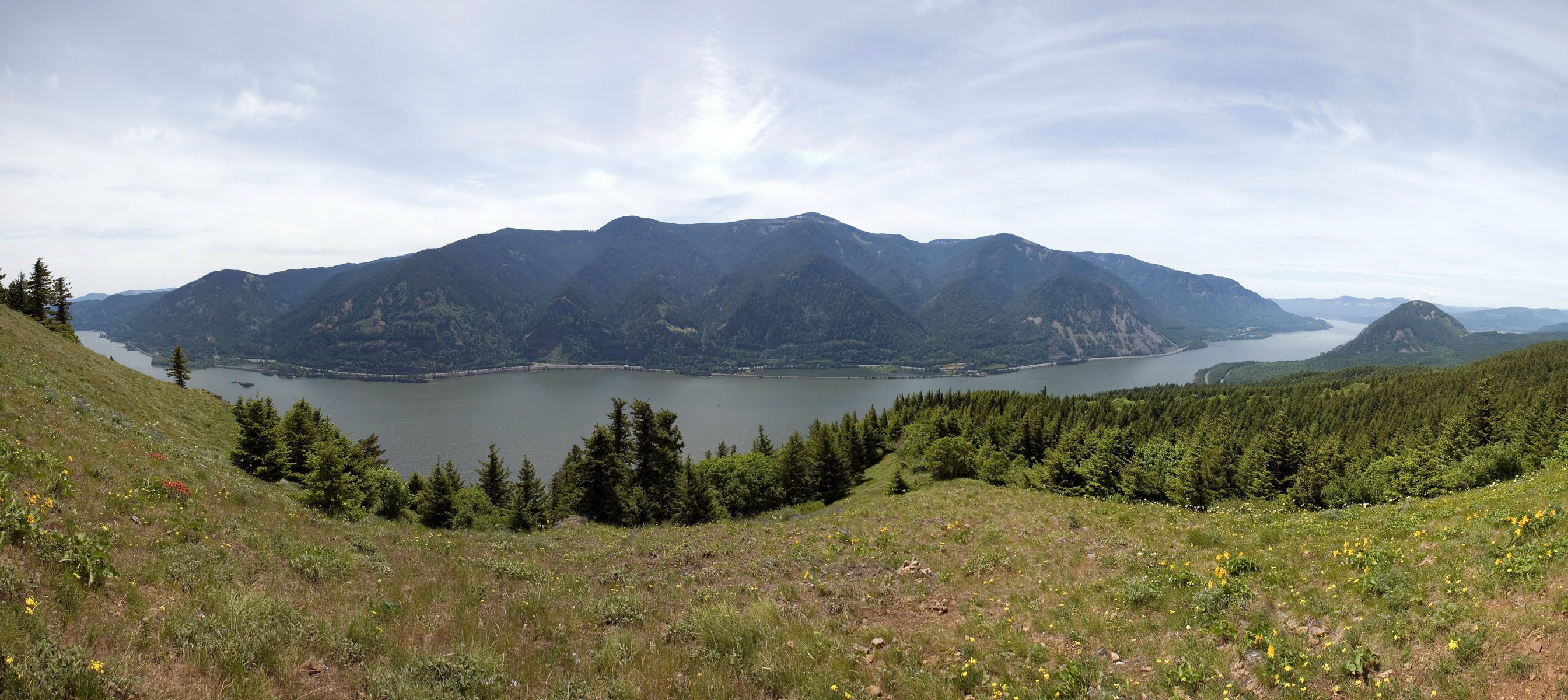
Vista panoràmica del congost del riu Colúmbia des de Dog Mountain a Washington

Les aigües de la inundació es van precipitar a través de l'est de Washington, creant les scablands canalitzades, que són una complexa xarxa de canals secs semblants a un canó, o colades que sovint es trenen i es creuen amb força a la roca basàltica que hi ha sota la terra superficial profunda de la regió. Nombroses buttes de capçalera plana amb un sòl ric s'aixequen molt per sobre de les caòtiques saques. Les constriccions a diversos llocs van fer que les aigües de la inundació s'acumulessin en grans llacs temporals, com el llac Lewis, en els quals es van dipositar sediments. La profunditat de l'aigua s'ha estimat en 330 m a Wallula Gap i 130 m sobre l'actual Portland, Oregon. També es van dipositar sediments quan les aigües de la inundació van disminuir a les amples planes de les conques de Quincy, Othello i Pasco. La inundació periòdica de les inundacions del baix altiplà del riu Colúmbia va dipositar rics sediments; Els agricultors del segle XXI a la vall de Willamette llauren camps de sòl fèrtil de Montana i argiles de Palouse de Washington.
Durant els darrers milers d'anys, una sèrie de grans esllavissades s'han produït al costat nord del congost del riu Colúmbia, enviant quantitats massives de deixalles al sud des de Table Mountain i Greenleaf Peak cap al congost prop del lloc actual de la presa de Bonneville. El més recent i significatiu és el conegut com el Bonneville Slide, que va formar una presa massiva de terra, omplint 6 km de la longitud del riu. Diversos estudis han situat la data del Bonneville Slide entre el 1060 i el 1760 dC; la idea que la runa de l'esllavissada que hi ha actualment es va formar per més d'una lliscament és relativament recent i pot explicar l'ampli ventall d'estimacions. S'ha suggerit que si les dates posteriors són precises pot haver-hi un vincle amb el terratrèmol de Cascàdia de 1700. La pila de runes resultant del Bonneville Slide va bloquejar el riu fins que la pujada de l'aigua finalment va eliminar el sediment. No se sap quant de temps va trigar el riu a trencar la barrera; les estimacions van des d'uns quants mesos fins a uns quants anys. Gran part de les restes de l'esllavissada es van mantenir, forçant el riu a uns 1,1 km al sud del seu canal anterior i formant els Ràpids de la Cascada. El 1938, la construcció de la presa de Bonneville va inundar els ràpids així com els arbres restants que es podrien utilitzar per refinar la data estimada de l'esllavissada.
L'any 1980, l’erupció del mont St. Helens va dipositar grans quantitats de sediments a la baixa Colúmbia, reduint temporalment la profunditat del canal de navegació en 3 m.

## Bibliografiа
- Abell, Robin A.; Olsen, David; Dinerstein, Eric; Hurley, Patrick T. Freshwater Ecoregions of North America: A Conservation Assessment.  Island Press, 2000. ISBN 978-1-55963-734-3.
- Affleck, Edward L. A Century of Paddlewheelers in the Pacific Northwest, the Yukon, and Alaska.  Vancouver, British Columbia: Alexander Nicholls Press, 2000. ISBN 978-0-920034-08-8.
- Barber, Katrine. Death of Celilo Falls.  Seattle: University of Washington Press, 2005. ISBN 978-0-295-98546-6.
- Benson, Frank W. A Pamphlet Containing All Measures ....  State of Oregon, juny 1908.
- Bishop, Ellen Morris. In Search of Ancient Oregon: A Geological and Natural History.  Portland, Oregon: Timber Press, 2003. ISBN 978-0-88192-789-4.
- Benke, Arthur C.; Cushing, Colbert E. Rivers of North America.  Nova York: Elsevier, 2005. ISBN 978-0-12-088253-3.
- Boyd, Robert. People of the Dalles: The Indians of Wascopam Mission.  Lincoln: University of Nebraska Press, 1996. ISBN 978-0-8032-1236-7.
- Clark, Ella E. Indian Legends of the Pacific Northwest.  Berkeley, California: University of California Press, 2003. ISBN 978-0-520-23926-5.
- Corning, Howard McKinley. Willamette Landings. 2nd.  Portland, Oregon: Oregon Historical Society, 1977. ISBN 978-0-87595-042-6.
- Denton, V. L.. The Far West Coast.  Toronto: Dent, 1924. OCLC 918309366.
- Dietrich, William. Northwest Passage: The Great Columbia River.  University of Washington Press, 1995. ISBN 978-0-295-97546-7.
- Dohnal, Cheri. Columbia River Gorge: National Treasure on the Old Oregon Trail.  Arcadia Publishing, 2003. ISBN 978-0-7385-2432-0.
- Dove (Quintasket), Mourning (Christine). Coyote Stories.  Lincoln: University of Nebraska Press, 1990. ISBN 978-0-8032-8169-1.
- Egan, Timothy. The Good Rain.  Nova York: Knopf, 1990. ISBN 978-0-394-57724-1.
- Friedman, Ralph. In Search of Western Oregon.  Caldwell, Idaho: Caxton Press, 2003. ISBN 978-0-87004-332-1.
- Gibbs, James A. Pacific Graveyard. 3rd.  Portland, Oregon: Binford & Mort, 1964.
- Harden, Blaine. A River Lost: The Life and Death of the Columbia.  Nova York: W. W. Norton, 1996. ISBN 978-0-393-03936-8.
- Harris, Stephen L. Fire Mountains of the West: The Cascade and Mono Lake Volcanoes.  Missoula, Montana: Mountain Press Publishing, 1988. ISBN 978-0-87842-220-3.
- Hayes, Derek. Historical Atlas of the Pacific Northwest: Maps of Exploration and Discovery.  Sasquatch Books, 1999. ISBN 978-1-57061-215-2.
- Holbrook, Stewart. The Columbia.  San Francisco: Comstock Editions, 1956. ISBN 978-0-89174-051-3.
- Houck, Michael C.; Cody, M. J.. Wild in the City.  Portland, Oregon: Oregon Historical Society, 2000. ISBN 978-0-87595-273-4.
- Hunn, Eugene S. Nch'i-Wàna: The Big River.  Seattle: University of Washington Press, 1990. ISBN 978-0-295-96851-3.
- Jacobs, Melvin C. Winning Oregon: A Study of an Expansionist Movement.  Caldwell, Idaho: The Caxton Printers, 1938. OCLC 9474314.
- Loy, William G.; Allan, Stuart; Buckley, Aileen R.; Meacham, James E. Atlas of Oregon.  Eugene, Oregon: University of Oregon Press, 2001. ISBN 978-0-87114-102-6.
- Lyman, William Denison. G. P. Putnam's Sons. The Columbia River: Its History, Its Myths, Its Scenery, Its Commerce, 1909. (see here for full online transcription)
- MacGibbon, Elma. «Columbia River and Pullman». A: Leaves of Knowledge.  Shaw & Borden, 1904. ISBN 978-1-110-68495-3.
- Mackie, Richard Somerset. Trading Beyond the Mountains: The British Fur Trade on the Pacific 1793–1843.  Vancouver: University of British Columbia Press, 1997. ISBN 978-0-7748-0613-8.
- Meinig, D. W.. The Great Columbia Plain. Weyerhaeuser Environmental Classic.  University of Washington Press, 1995. ISBN 978-0-295-97485-9.
- Mueller, Ted. Fire, Faults, and Floods: A Road and Trail Guide Exploring the Origins of the Columbia River Basin.  Moscow, Idaho: University of Idaho Press, 1997. ISBN 978-0-89301-206-9.
- National Research Council (U.S.). Managing the Columbia River: Instream Flows, Water Withdrawals, and Salmon Survival.  National Academies Press, 2004. ISBN 978-0-309-09155-8.
- Netboy, Anthony. The Columbia River Salmon and Steelhead Trout.  Seattle: University of Washington Press, 1980. ISBN 978-0-295-95768-5.
- Palmer, Howard; Thorington, James Monroe. A Climber's Guide to the Rocky Mountains of Canada.  Nova York: Knickerbocker Press, 1921.
- Pitzer, Paul. Grand Coulee: Harnessing a Dream.  Pullman, Washington: Washington State University Press, 1994. ISBN 978-0-87422-110-7.
- Pipes, Nellie Bowden. «Articles in the Oregon Historical Quarterly Relating to the Columbia River, Settlement of Astoria, Lewis and Clark Expedition». A: Oregon Historical Society. Oregon Historical Quarterly, 1926.
- Pryce, Paula. Keeping the Lakes' Way: Reburial and Re-creation of a Moral World among an Invisible People.  Toronto: University of Toronto Press, 1999. ISBN 978-0-8020-8223-7.
- Roberts, John E. A Discovery Journal: George Vancouver's First Survey Season – 1792.  Trafford Publishing, 2005. ISBN 978-1-4120-7097-3.
- Ronda, James P. Lewis & Clark Among the Indians.  University of Nebraska Press, 1984. ISBN 978-0-8032-8990-1.
- Rybář, Jan; Stemberk, Josef; Wagner, Peter. Landslides: Proceedings of the First European Conference on Landslides, Prague, Czech Republic, juny 24–26, 2002.  Taylor & Francis, 2002. ISBN 978-90-5809-393-6.
- Satterfield, Archie. Country Roads of Washington.  Lincoln: iUniverse, 2003. ISBN 978-0-595-26863-4.
- Scott, Harvey W.; Scott, Leslie M. History of the Oregon Country. 3.  Cambridge: Riverside Press, 1924. ISBN 978-0-665-16710-2.
- Stelling, Peter L.; Tucker, David S. Floods, Faults, and Fire.  Bellingham, Washington: Geological Society of America, 2007. ISBN 978-0-8137-0009-0.
- Timmen, Fritz. Blow for the Landing.  Caldwell, Idaho: Caxton Printers, 1972. ISBN 978-0-87004-221-8.
- Ulrich, Roberta. Empty Nets: Indians, Dams, and the Columbia River.  Corvallis, Oregon: Oregon State University Press, 2007. ISBN 978-0-87071-469-6.
- Wilkinson, Charles F. Blood Struggle: The Rise of Modern Indian Nations.  Nova York: W. W. Norton, 2005. ISBN 978-0-393-05149-0.